# 柳俊夫
柳 俊夫（やなぎ としお、1949年 - ）は、日本の検察官。公安調査庁長官や大阪高等検察庁検事長を歴任。

## 来歴・人物
東京都出身。桐朋中学・高等学校を経て、1972年一橋大学法学部卒業。中学・高校では柔道部に所属。司法修習を経て、1974年検事任官。
法務省公安課長、公安調査庁次長等を経て、2006年公安調査庁長官就任。
2007年6月13日に自由民主党法務部会において、緒方重威（元公安調査庁長官、2007年逮捕）が代表取締役を務める投資顧問会社が、在日本朝鮮人総連合会との間で在日本朝鮮人総連合会所有の総連中央本部の土地・建物に関する売買契約を締結していた問題につき陳謝した。
2008年にはオウム真理教事件を起こしたオウム真理教から名前を変えたAleph及びひかりの輪につき、依然として元代表の麻原彰晃の影響下にあり、殺人を勧める綱領を保持するなど危険な本質に変わりがないとし、無差別大量殺人行為を行った団体の規制に関する法律（団体規制法）に基づく観察処分の更新を公安審査委員会に申請した。
2009年高松高等検察庁検事長。2010年中尾巧の後任として大阪高等検察庁検事長に就任。障害者団体向け割引郵便制度悪用事件で、大阪地方検察庁の検事が証拠の改竄を行っていたとされる事件で会見を開き、最高検察庁の捜査に協力すると述べた。大阪地検特捜部検事前田恒彦、京都地検次席検事の大坪弘道及び神戸地検特別刑事部長の佐賀元明が逮捕された際には、会見を開き陳謝した。
2012年1月17日、大阪高等検察庁検事長を定年退官。2020年、瑞宝重光章受章。

## 経歴
- 1949年 - 東京都生まれ
- 1968年 - 桐朋高等学校卒業
- 1972年 - 一橋大学法学部卒業
- 1974年 - 検事任官
- 1996年 - 法務省刑事局公安課長
- 1998年 - 法務総合研究所研修第一部長
- 2000年 - 最高検察庁検事
- 2001年 - 青森地方検察庁検事正
- 2002年 - 名古屋高等検察庁次席検事
- 2003年 - 公安調査庁次長
- 2005年 - さいたま地方検察庁検事正
- 2006年 - 公安調査庁長官
- 2009年 - 高松高等検察庁検事長
- 2010年 - 大阪高等検察庁検事長
- 2012年 - 定年退官。

## 著作
- 「随想 青森地検における広報プログラムと被害者支援員制度」罪と罰通号155、2002年）
- 「判例研究 銃砲刀剣類所持等取締法3条の13の発射罪の成否」研修通号597（1998年）
- 「職業安定法63条2号にいう「労働者の募集」の意義等（大阪高裁判決平成3.5.9）」研修通号 585（1997年）
- 「凶悪重大事犯の実態及び量刑に関する研究」（古江頼隆、安田潔との共著）法務総合研究所研究部紀要通号 39（1996年）
- 「来日外国人による傷害事犯の処理・科刑に関する研究」（松田章、辰野文理との共著）法の支配通号98（1995年）
- 「物事犯の実態及び量刑に関する研究」（共著）法務総合研究所研究部紀要38（1）（1995年）
- 「外国人犯罪と刑事処分」罪と罰32（1）（1994年）
- 「来日外国人による傷害事犯の処理・科刑に関する研究」（松田章、辰野文理との共著）法務総合研究所研究部紀要37（2）（1994年）
- 「経営刑事法シリーズ--社交的儀礼と賄賂罪の成否」旬刊商事法務通号1061（1985年）
- 「経営刑事法シリーズ--いわゆる訴訟詐欺と詐欺罪の成否」旬刊商事法務通号1053（1985年）
- 「経営刑事法シリーズ--不動産の二重売買と横領等」旬刊商事法務通号1041（1985年）
- 「経営刑事法シリーズ--健康保険被保険者証の不正取得と詐欺罪の成否」旬刊商事法務通号1030（1985年）
- 「犯罪の動向とその対応（司法・法務をめぐる課題と展望＜特集＞）」（但木敬一と共著）法律のひろば37（1）（1984年）
- 「柏市の少女刺殺事件の少年に対する保護処分取消し事件（最決昭和58.9.5）」法律のひろば36（12）（1983年）
- 「永山最高裁判決--その経緯と概要（永山最高裁判決をめぐって＜特集＞）」法律のひろば36（10）（1983年）
- 「薬物事犯の最近の実態と傾向（薬物事犯をめぐって＜特集＞）」法律のひろば35（9）（1982年）
- 「最近におけるわいせつ事犯の動向と問題点について（性犯罪をめぐる諸問題＜特集＞）」法律のひろば35（4）（1982年）